# Гулливер, Генриетта
Генриетта Гулливер (англ. Henrietta Gulliver, полное имя Henrietta Maria Gulliver, урождённая Shanklin; 1866—1945) — австралийская художница.

## Биография
Родилась в 1866 году.
С 1906 по 1911 год обучалась в художественной школе National Gallery of Victoria Art School.
Генриетта с мужем — химиком Джордж Экинс Гулливер (George Ekins Gulliver) были фермерами, выращивая в коммерческих целях лаванду и сассафрас в своём поместье в Челтнеме, пригороде Мельбурна. Ферму посещали коллеги-художники Генриетты, в числе которых были Хильда Николас, Clara Southern, Elsie Barlow и Alice Marian Ellen Bale. Дружила с художником Артуром Стритоном.
Генриетта Гулливер была одним из основателей Мельбурнского общества двадцати художников и Мельбурнского общества женщин художников и скульпторов. Также принимала участие в Викторианском обществе художников.
Умерла в 1945 году.